# Gunnuhver
Gunnuhver är en varm källa och vulkan i republiken Island.   Den ligger i regionen Suðurnes, i den sydvästra delen av landet, 50 km sydväst om huvudstaden Reykjavík. Gunnuhver ligger 26 meter över havet.
Terrängen runt Gunnuhver är platt. Havet är nära Gunnuhver åt sydväst.  Närmaste större samhälle är Grindavík, 12 km öst om Gunnuhver. 